# Ekologická újma
Ekologická újma nebo environmentální degradace (anglicky environmental degradation) je pojmem environmentalistiky a práva životního prostředí a institutem veřejného práva (na rozdíl od škody). Definice ekologické újmy je obsažena v § 10 zákona o životním prostředí jako „ztráta nebo oslabení přirozených funkcí ekosystémů, vznikající poškozením jejich složek nebo narušením vnitřních vazeb a procesů v důsledku lidské činnosti“. Na rozdíl od škody je ekologická újma imateriální ztrátou mnohdy těžko vyčíslitelnou v penězích. Uplatňuje se i vůči těm složkám životního prostředí, které nejsou předmětem vlastnictví. K uplatňování její nápravy je titulován stát (bez ohledu na vlastníka věci). Při nápravě závadného stavu se upřednostňuje uvedení do původního stavu (princip naturální restituce), následně přichází v úvahu náhradní plnění, kompenzace, a až poslední možností je finanční náhrada.
V r. 2008 byl přijat nový zákon č. 167/2008 Sb., o předcházení ekologické újmě a o její nápravě, který transponuje evropskou směrnici 2004/35/ES o odpovědnosti za životní prostředí v souvislosti s prevencí a nápravou škod na životním prostředí. Ekologickou újmou je dle zákona jen taková újma, která je měřitelná a má závažné nepříznivé účinky na vybrané přírodní zdroje, tj. chráněné druhy volně žijících živočichů a planě rostoucích rostlin a jejich přírodní stanoviště, povrchové nebo podzemní vody a půdu. Zákon tedy postihuje ekologickou újmu pouze na vybraných složkách životního prostředí. Zahrnuje systém preventivních a nápravných opatření a zavádí objektivní odpovědnost provozovatelů vybraných provozních činností: Ke vzniku odpovědnosti postačuje prokázání příčinné souvislosti mezi provozní činností uvedenou v příloze č. 1 k zákonu a vznikem ekologické újmy, nevyžaduje se prokázání protiprávnosti a zavinění ve formě úmyslu nebo nedbalosti.
V České republice se úřady, zejména Česká inspekce životního prostředí, dosud nenaučily používat tento zákon ve své praxi. Přitom pro občanské spolky je tento zákon zajímavou alternativou k zákonu č. 114/1992 Sb., poněvadž podateli umožňuje stát se účastníkem řízení (ze zákona). V případě několika ničivých zásahů v oblasti města Staré Město (pod Králickým Sněžníkem) použil Okrašlovací spolek čelákovický tento zákon a podal podnět k nápravě. ČIŽP trvalo více než dva měsíce než se vzpamatovala a připustila, že vlastně dnem podání podnětu bylo řízení zahájeno a podala zpětně se zpožděním podateli vyrozumění o zahájení správního řízení. ČIŽP uznala oprávněnost podnětu vzhledem k možnému ničení jedinců Evropsky chráněných druhů a jejich biotopů, viz Příloha 2A a 2B vyhlášky 166/2005 Sb. Více na https://www.celakovice.org/spoluprace-s-obcany/pouziti-zakona-o-predchazeni-ekologicke-ujme-a-o-jeji-naprave-v-praxi/ .